# Bamboe

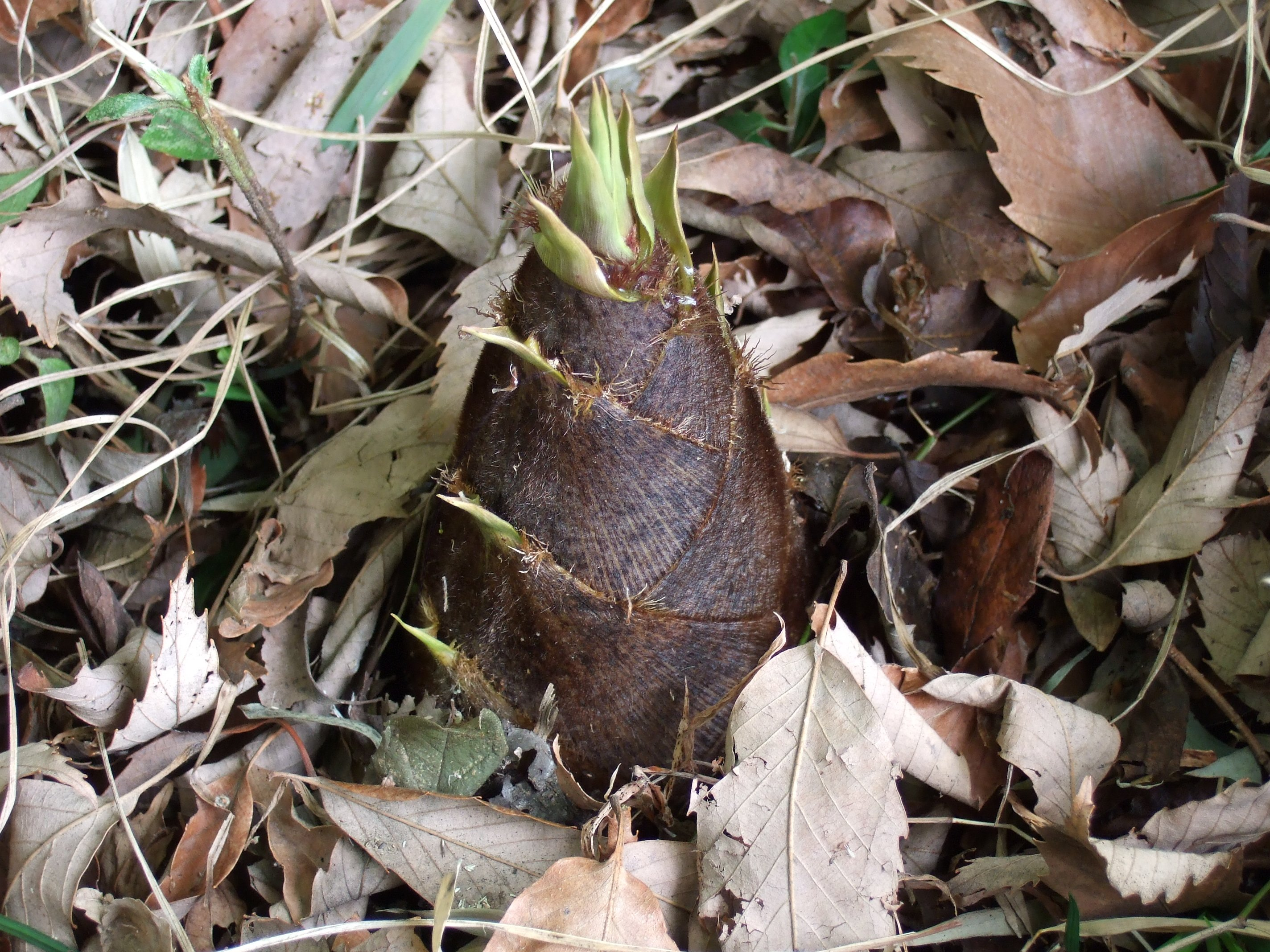
Bamboespruit in een park in Tokio

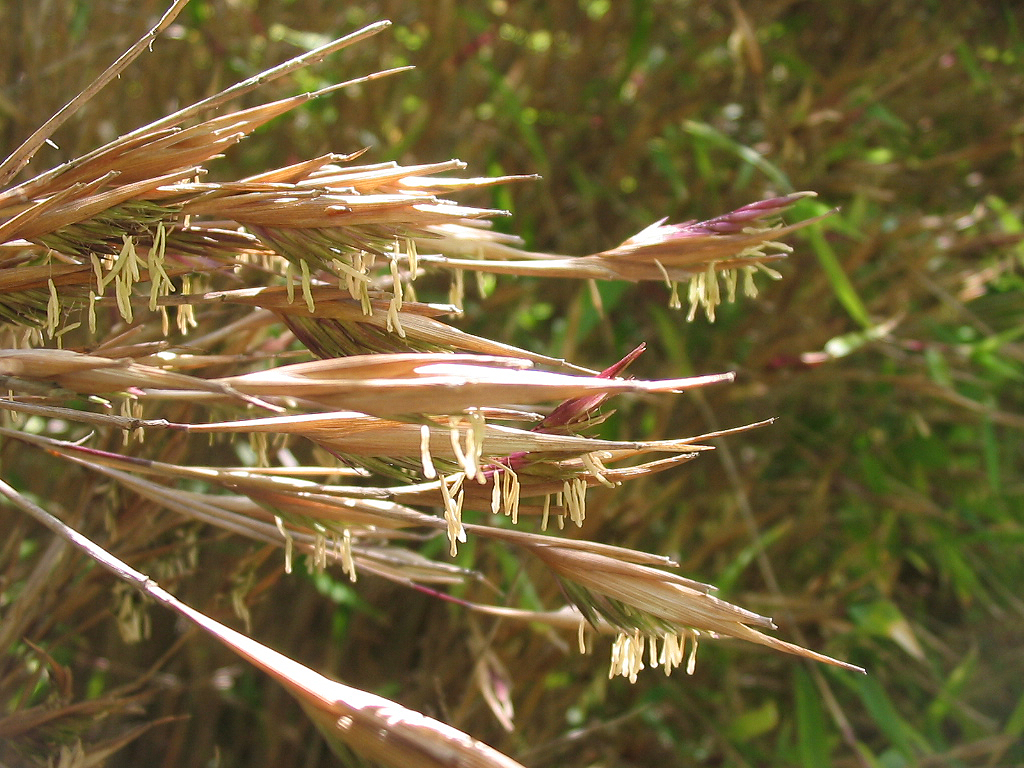
Bloeiende Fargesia nitida in Real Jardín Botánico de Madrid

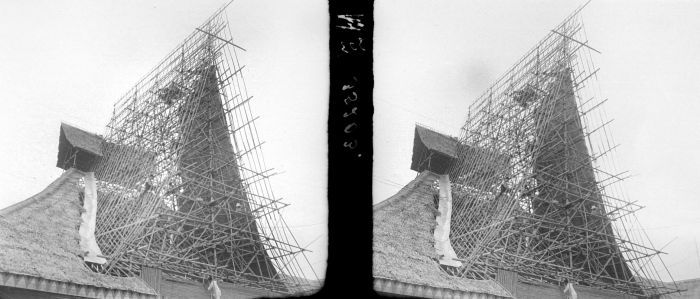
Bamboe als bouwmateriaal, hier gebruikt voor dakconstructies. Indonesië, 1936

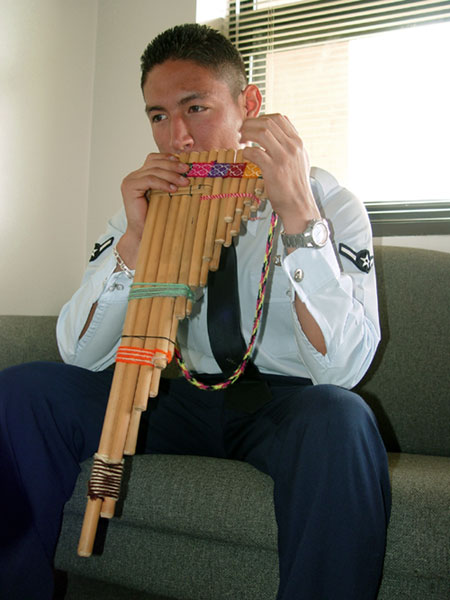
Een Peruaan bespeelt de Zampoña, een panfluit uit de Andes

Bamboe is de benaming voor een aantal plantensoorten in een geslachtengroep (tribus) van de grassenfamilie (Poaceae). Bambuseae behoort tot het supertribus Bambusodae en de onderfamilie Bambusoideae. De naam bamboe is afkomstig uit het Maleis en in vrijwel alle westerse talen bekend (zoals: bambu, bamboo).
Zoals bij de meeste grassen zijn de stengels hol en worden op geregelde afstanden onderbroken door knopen, waar de bladeren zijn aangehecht. De stengels hebben dicht opeen staande parallelle houtvezelbundels.
De stengel van de bamboesoorten kan in lengte variëren van enige centimeters tot meer dan dertig meter, en in diameter van enkele millimeters tot meer dan 25 centimeter. De grootste bamboesoort is de reuzenbamboe (Dendrocalamus giganteus) die tot 35 m hoog kan worden en tot 30 cm dikke stengels heeft. Bamboe wordt in uiteenlopende klimaten aangetroffen, van koude berggebieden tot hete, tropische streken. Hij verspreidt zich hoofdzakelijk met zijn wortels, die ondergronds ver kunnen uitgroeien, waarbij ze hier en daar nieuwe stengels boven de grond laten komen.
Bamboesoorten groeien vaak heel snel. De snelst groeiende hebben groeisnelheden van bijna een meter per dag. Dit is drie keer zo snel als de snelst groeiende boom. Bamboe uit het geslacht Fargesia is als tuinplant in opkomst omdat deze soorten in een pol groeien en geen lange uitlopers vormen zoals vele andere bamboesoorten.

## Bloei
De meeste bamboesoorten bloeien zelden, maar sommige jaarlijks, waarbij elke afzonderlijke plant niet vaker dan eens per drie jaar bloeit. Ook zijn er soorten waarbij planten in beperkte clusters tegelijk bloeien.
Bekend zijn meerjarige soorten die slechts eenmaal of met zeer grote tussenpozen bloeien en dan in een aantal gevallen wereldwijd afsterven. Tussen twee bloeiperiodes van de soort kan zelfs meer dan 150 jaar zitten. Als zo'n soort bloeit, dan bloeit hij in een groot gebied, soms zelfs zo groot als een continent of groter. Het is onbekend of en hoe die planten hun bloei synchroniseren. Na de bloei vindt massale achteruitgang en afsterving van de betreffende bamboesoort plaats.

### Bloei vanFargesia murieliae
De wereldwijde bloei van de Fargesia murieliae en de sterfte van alle volwassen exemplaren in de jaren negentig is goed gedocumenteerd. De eerste waarneming van een bloeiende F. murieliae kwam uit Denemarken in 1975. In 1998 bloeiden er planten in de Kew Gardens, in 1997 en 1998 in de rest van Europa, en in 1998 in het Arnold Arboretum in Massachusetts. Van 1996 tot 2000 was er bloei in het natuurlijke verspreidingsgebied, de beboste bergen van Shennongjia in China.
De dood van de planten in de westerse wereld, waarschijnlijk allemaal afstammelingen van Chinese spruiten uit 1905, heeft geleid tot vele selecties van zaailingen.

### BloeiFargesia nitida
Van circa 2003 tot het najaar van 2009 bloeide in tuinen wereldwijd de Fargesia nitida ("fonteinbamboe"), na een min of meer bloeivrije periode van zo'n 120 jaar. Sinds hun kweek uit Chinees zaad in 1886 hadden ze niet gebloeid. Al in 1993 bloeiden er overigens planten in Groot-Brittannië. Voor een polvormende bamboe betekent bloei een definitief einde.

### Chinese cultuur

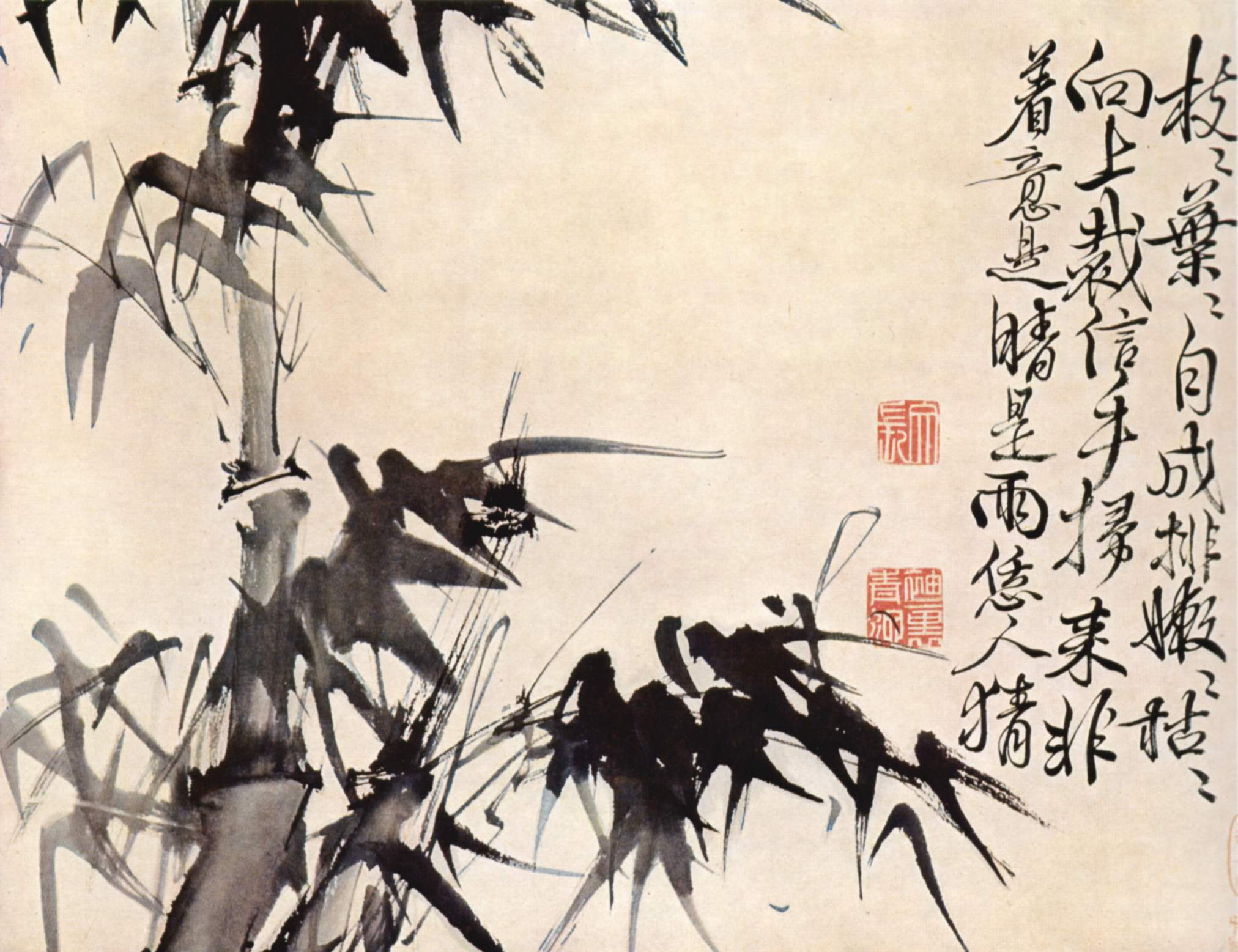
Bamboe door Xu Wei

Bamboeschilderingen nemen in de Oost-Aziatische kunst een belangrijke plaats in. Als motief worden ze gebruikt als symbool voor bescheidenheid, duurzaamheid, moed en uithoudingsvermogen. In de Chinese cultuur wordt de bloei van bamboe echter gezien als een slecht teken. Bamboe in Chinese schilderingen worden daarom vrijwel nooit afgebeeld in bloeitijd.

### Reuzenpanda
De reuzenpanda leeft vrijwel uitsluitend van bamboe en eet er dan ook grote hoeveelheden van. De reuzenpanda kan het moeilijk krijgen bij de bloei van de belangrijke bamboesoort in zijn leefgebied.

## Toepassingen
Bamboescheuten zijn eetbaar en worden in Aziatische keukens gebruikt.
Als materiaal wordt bamboe gebruikt voor onder andere:
- Bouwsteigers
- Eet- en drinkgerei (in februari 2021 adviseerde de Nederlandse Voedsel- en Warenautoriteit (NVWA) hierover negatief aangezien het meestal voornamelijk uit Melamine bestaat.[6] Producten die voor 100% uit bamboe gemaakt zijn, vormen geen probleem.[7])
- Wapens
- Keukens
- Kleding , van de cellulosevezels
- Meubilair
- Muziekinstrumenten (zoals bamboefluit, panfluit, angkloeng)
- Parket
- Plafonds
- Speelgoed
- Raamdecoratie, bijvoorbeeld jaloezieën en rolgordijnen.
- Tandenborstels
- Vishengels
- Wapening in beton

Bamboe kan in industriële toepassingen worden gebruikt, in de plaats van hout.

### Bamboe in tuin-, hout- en bouwtoepassingen
Bamboehout is geen echt hout maar bestaat uit geperste bamboevezels. Bamboe is goed te verwerken tot beplanking en plaatmateriaal. Daartoe wordt de reuzenbamboe in lange stroken gezaagd. Om parasieten te verdelgen en om het bamboe buigzaam te maken worden de stroken in water gekookt, waarna ze onder hoge druk op elkaar worden verlijmd. Door meerdere lagen te gebruiken, kan in dikte worden gevarieerd. Door de lagen kruiselings aan te brengen ontstaat een plaat of plank die onder andere beter tegen kromtrekken bestand is. De planken kunnen voorzien zijn van een tand en groef om dienst te doen als tuinafsluiting in een plankenscherm, waarbij x-aantal planken in elkaar worden geschoven of van een infrezing voor montage met clips als terrasplank. Doordat bamboe een snelgroeiende grassoort is, wordt het als ecologisch alternatief beschouwd voor even duurzame terrasplanken in tropisch hardhout.

### Bamboe verwerkt tot textiel
Bamboe heeft te korte vezels, waardoor er niet op natuurlijke manier garen van kan worden gesponnen. Met een chemisch proces kan er viscose van worden gemaakt, waar wel garen van kan worden gesponnen. Bamboe zelf is een milieuvriendelijk product, maar door het chemisch proces is het eindproduct toch niet zo milieuvriendelijk.

### Bamboe voor interieur
Bamboe wordt de laatste jaren steeds meer als duurzaam alternatief gezien voor tropisch hardhout en wordt gebruikt voor meubels en andere gebruiksvoorvoorwerpen in het interieur.

## Als tuinplant
Er bestaat enerzijds zodevormende en anderzijds polvormende bamboe, die zich gestaag verbreidt en bamboe die zich vanuit rizomen met uitlopers soms zeer snel uitbreidt. Het snelle type verspreidt zich met een tempo van tientallen centimeters per jaar. Een bamboeplant kan dan alleen verwijderd worden door de wortels uit te graven. Bamboe kan daarmee een ongewenste plant zijn. Er is speciale rizomenbegrenzer in de handel, die als afscheiding ingegraven wordt in de grond, en waarmee woekeren voorkomen kan worden. De zodevormende bamboe, voornamelijk vertegenwoordigd door het geslacht Fargesia, woekert niet of nauwelijks.
Uit de zaailingen van Fargesia murieliae is een veelvoud van rassen voortgekomen, waaronder de kleine (tot 1,25 m), compacte F. murieliae 'Little John'. Daarnaast zijn er diverse botanische Fargesia's met goede tuineigenschappen zoals de middelhoge (tot ongeveer 2 m) F. dracocephala 'Rufa' met vosrode schutbladeren om de halmen. Ze zijn alle wintergroen en kunnen goed tegen schaduw en wind.